# Peravurani
Peravurani é uma panchayat (vila) no distrito de Thanjavur, no estado indiano de Tamil Nadu.

## Geografia
Peravurani está localizada a 10° 18′ N, 79° 11′ L. Tem uma altitude média de 16 metros (52 pés).

## Demografia
Segundo o censo de 2001,  Peravurani  tinha uma população de 21,025 habitantes. Os indivíduos do sexo masculino constituem 49% da população e os do sexo feminino 51%. Peravurani tem uma taxa de literacia de 70%, superior à média nacional de 59.5%: a literacia no sexo masculino é de 79% e no sexo feminino é de 63%. Em Peravurani, 11% da população está abaixo dos 6 anos de idade.